# Немоевский, Анджей
А́нджей Немое́вский герба Роля (пол. Andrzej Jan Niemojewski; 24 января 1864, Рокитница, Куявско-Поморское воеводство — 3 ноября 1921, Варшава, Польская Республика) — российский и польский поэт, писатель, публицист, драматург и общественный деятель, активист культурного движения Молодой Польши. Автор ряда работ по истории христианства.

## Биография
Учился в Броднице, Кракове, Новы-Сонче. Высшее юридическое образование получил в Дерптском университете (ныне Эстония), в 1889 году переехал в Варшаву, затем отправился в Краков (в то время входивший в состав Австро-Венгрии. С 1892 по 1897 год работал клерком на металлургическом заводе в Сосновце. В 1897 году вернулся в Варшаву и вступил в Польскую социалистическую партию, став её активным деятелем и не менее активно участвовал в просветительской работе с населением. В 1899 году был арестован царскими властями. В 1903—1904 годах путешествовал по Галиции. В 1904—1905 годах работал во Львове (в Австро-Венгрии) в редакции польскоязычного социалистического журнала «Kuźnica»; в 1905 году вернулся в Варшаву. Во время Революции 1905 года участвовал в так называемой школьной забастовке; в том же году начал издавать журнал «Niepodległa», редактировавшийся им до конца жизни. После революции оказался в конфликте с социалистами из-за своих во многом националистических и антисемитских взглядов. Был членом общества Конвент Полония. В 1911 году за антирелигиозные статьи был на год заключён в Александровскую цитадель.
Писать статьи для газет начал ещё в 1887 году: сотрудничал в таких изданиях, как «Tygodnik ilustrowany», «Prawdza», «Głos». Результатом наблюдения за жизнью рабочих на заводе в Сосновец стал сборник рассказов «Listopad» (1891). С этого же времени начали выходить сборники его стихотворений: «Poezye» и «Poezye prozą» (1891), «Majówka» (1895), «Polonia irridenta» (1895; этот сборник стихов во многом основан на пережитом им в 1895 году во время пребывания в Силезии и содержит значительную социальную критику царивших там порядков), «Listy czlowieka szalonego», «Prometeusz» (1900) и конфискованные львовской прокуратурой «Legendy» (1902 и 1903). Во многих его рассказах центральными темами являются борьба простого народа (рабочих и крестьян) за свои права и польский национализм, стремление поляков избавиться от угнетения другими народами, с одновременной критикой польской интеллигенции за её пассивность. В 1899 году вышел его роман «Listy człowieka szalonego», который, по мнению некоторых литературоведов, можно считать юмористической попыткой дистанцироваться от краковских писателей декадентского направления, исповедовавших принцип «искусства ради искусства». В берлинском издании «Russen über Russland» (1906) ему принадлежит очерк о Царстве Польском. Ему принадлежит также несколько драм: «Familia» (1889, получила премию издания «Kurher Warszawsky» в 1898 году), «Bajka» (1900, 2-е издание — 1901), «Szopka» (1901), «Rokita», «Dzień on, dzień gniewu Pańskiego» (1902). 

## Исследование истории христианства
Активно занимаясь журналистикой, во многих своих статьях критиковал религию, поддерживал свободомыслие и антиклерикализм (вместе с тем положительно отзываясь о первых христианах времён ранней Римской империи), а с начала XX века проповедовал антисемитские идеи. 
Занимался также изучением астрологии, пытаясь доказать астрологическое происхождение христианства, считая, что главным источником для евангельских повествований об Иисусе Христе послужили солярно-астральные представления ранних христиан. Примыкая к мифологической школе, Немоевский пытался решить вопрос об историчности Иисуса Христа Иисуса Христа в пользу мифичности. Я. А. Ленцман по этому поводу отмечал: «Для обоснования своих выводов он широко привлекал материалы раннехристианской катакомбной живописи. Научное знание работ Немоевского подрывается, однако, большим количеством допущенных в них натяжек и произвольных построений».

### Список произведений
- Листопад. Прометей. Люди с завязанными глазами. — Пермь: В. Д. Кувшинский, 1905. — 135 с.
- Заглавие конфисковано: Сб. легенд из жизни Христа. — СПб.: Е. и И. Леонтьевы, 1907. — 170 с.
- Из-под пыли веков: Легенды. — СПб.: Е. и И. Леонтьевы.
  - Сократ. — 1907. — Т. I. — 174 с.
  - Ашур и Муцур. — 1908. — Т. II. — 160 с.
- Письма ненормального человека. — СПб.: Тип. Ш. Бусселя, 1908. — 174 с. — (Библиотека «Молодой Польши»; Вып. 2).
- Люди революции. — 3-е изд. — Петроград: Гос. изд-во, 1919. — 80 с.
- Бог Иисус: Происхождение и состав евангелий. — Петроград: Гос. изд-во, 1920. — XVI, 288 с.
- Философия жизни Иисуса: Об основной ошибке историч. школы. — М.: Атеист, 1923. — 128 с.